# Les éclairs
Les éclairs (deutsch: ‚Die Blitze‘) ist eine Oper (Originalbezeichnung: „Drame joyeux“) in vier Akten von Philippe Hersant (Musik) mit einem Libretto von Jean Echenoz nach dessen eigenem Roman Des éclairs aus dem Jahr 2010. Sie wurde am 2. November 2021 in der Salle Favart der Opéra-Comique in Paris uraufgeführt.

## Handlung
Die Oper behandelt die fiktionalisierte Lebensgeschichte des hier „Gregor“ genannten Erfinders Nikola Tesla.

### Erster Akt
Im Jahr 1884 reist der junge Ingenieur Gregor auf dem Schiff Oregon nach Amerika, wo er auf eine Anstellung bei seinem Vorbild Thomas Edison hofft. Er hat kaum Gepäck dabei: seinen Hut, 33 Dollar und drei Empfehlungsschreiben. Er liebt die Zahl Drei und deren Vielfache. Auch für Vögel hat er eine Schwäche, und diese zeigen ihm an, dass das Land nahe ist. Plötzlich bricht ein Sturm aus, und seine Schreiben wehen davon. Auch die Edison-Dynamos des Schiffs fallen aus, und niemand an Bord weiß, wie sie funktionieren. Glücklicherweise kann er den Schaden dank seiner Elektrotechnik-Kenntnisse schnell beheben.
Betty, die einzige weibliche Journalistin des New York Herald, interviewt Edison. Der zeigt sich ausgesprochen überheblich und interessiert sich nicht für ihre Hinweise auf tödliche Unfälle mit seiner Technologie. Er beharrt darauf, dass sein Prinzip fehlerfrei sei. Er will aber einen Assistenten einstellen, der sich um solche Details kümmern soll. Als Gregor eintrifft, lässt Edison ihn eine Probe seines Könnens ablegen. Es gelingt Gregor mühelos, die Leistung von Edisons Generator zu verzehnfachen. Die dafür versprochenen 99.999 Dollar verweigert Edison ihm jedoch und erklärt, dass er seine weitere Karriere blockieren werde.
Gregor erzählt Betty, dass seine Arbeiten inzwischen überall zurückgewiesen werden. Daher müsse er sich als Gelegenheitsarbeiter durchschlagen. Er sei sich aber sicher, dass er das elektrische System tiefgreifend verbessern könne. Betty empfiehlt ihn dem Investor Horace Parker, dem „mächtigsten Mann an der Ostküste“. Der glaubt an Gregor und ist bereit, ihn zu unterstützen.

### Zweiter Akt
Mit Parkers Hilfe kann Gregor jetzt seine Ideen in die Wirklichkeit umsetzen. Auch die Öffentlichkeit überschüttet ihn mit Wohlwollen, und er schwelgt in Reichtum. Noch immer ist er fasziniert von Vielfachen der Zahl Drei und von seinen Lieblingen, den Vögeln. Das Philanthropen-Ehepaar Norman und Ethel Axelrod wird auf ihn aufmerksam und lädt ihn zu sich ein. Besonders Ethel entwickelt starke Gefühle für Gregor.
Edison denkt darüber nach, wie er den lästigen Konkurrenten ausschalten kann. Um dessen Wechselstrom-Technik zu diskreditieren, zeigt er öffentlich grausame Experimente an Tieren – zuerst an kleineren Haustieren, dann an immer größeren Tieren bis zu Elefanten. Als Höhepunkt führt er Journalisten die Hinrichtung eines zum Tode verurteilten Sträflings auf dem elektrischen Stuhl vor. Betty, die für ihre Zeitung darüber berichten will, wird Zeuge der menschenverachtenden Aktion.
Betty, Parker und die Axelrods feiern Gregors trotz Edisons Maßnahmen weiter steigende Popularität. Betty hat sogar von einer Art Sekte gehört, die ihn geradezu kultisch verehren soll. Gregor erzählt Ethel von seinen weiteren Plänen und bittet sie, ihm dabei zu assistieren. Der ganze Trubel um seine Person stört ihn allerdings. Er beschließt, nach Colorado zu ziehen, um dort in Ruhe arbeiten zu können.

### Dritter Akt
Nach einigen Jahren in der Abgeschiedenheit seiner Forschungsanstalt in Colorado glaubt Gregor, Signale außerirdischer Wesen empfangen zu haben. Sein Traum ist es, der Menschheit kostenlose Energie anbieten zu können. Dafür kehrt er nach New York zurück. Er trifft erneut mit Ethel zusammen, die ihn bereits vermisst hatte. Sein Gerede über Außerirdische verwirrt Ethel. Dennoch hält sie zu ihm und bemüht sich, die aufdringliche Presse von ihm fernzuhalten. Auch Betty interessiert sich weiterhin für Gregor. Norman beginnt, sich um ihn Sorgen zu machen, zumal seine Arbeit in der wissenschaftlichen Welt einen Skandal zu verursachen scheint. Die Presse bedrängt Gregor und Ethel mit Fragen über Gregor.
Obwohl Parker mit Gregors Forschungen zufrieden ist, beendet er die Zusammenarbeit. Er meint, die Entwicklung kostenloser Energie schade seinem Geschäft. Trotz dieser Enttäuschung will Gregor seinen Weg weiter verfolgen.

### Vierter Akt
Gregor verbringt das Weihnachtsfest bei den Axelrods. Er beklagt sich über seine letzten Fehlschläge, die Missachtung seiner Arbeit und die fehlenden Antworten der Marsianer auf seine Kontaktversuche. Die Axelrods halten noch immer zu ihm.
Ethel weist Gregor auf ihre Gefühle ihm gegenüber hin. Sie schlägt vor, gemeinsam nach Österreich zu reisen. Gregor will aber seinen Freund Norman nicht verletzen. Er zieht es vor, sich um seine Vögel zu kümmern. In einem Interview mit Betty erzählt Edison von seinen Erfolgen. Seinen jüngsten Rückschlag werde die Menschheit schnell vergessen. Man werde sich daran erinnern, dass er den Menschen günstiges Licht gebracht habe. Gregors Name dagegen werde in Vergessenheit geraten. Der Chor weist darauf hin, dass beide (Edison und Gregor) ihre Umgebung verändert hätten. Jedoch wisse nur einer von ihnen zu verkaufen, während der andere seinen Träumen nachlaufe.
Ethel trennt sich von Norman. Sie will sich von nun an um Gregor kümmern, den sie liebe. Norman glaubt nicht, dass er ihre Gefühle erwidert. Als Ethel Gregor in seinem verwahrlosten Zimmer besuchen will, nimmt er sie kaum wahr. Er hat alle Hoffnungen verloren und will niemanden mehr sehen.

## Gestaltung
Die Oper benötigt ein Orchester von ungefähr 40 Musikern, darunter viele Blechbläser und einige ungewöhnliche Instrumente wie Synthesizer, Zymbal, Vibraphon, Xylophon, Klavier und eine Jazz-Orgel. In der Hinrichtungsszene setzte Hersant ein elektronisches Instrument ein. Der Orchesterklang wurde als sehr melodisch beschrieben, die Vokalstimmen als an den Stil vom Anfang des 20. Jahrhunderts erinnernd. Bei Gregors Ankunft in Amerika spielt die Trompete ein Motiv aus Antonín Dvořáks Sinfonie „aus der neuen Welt“. Der Rezensent von Franceinfo identifizierte des Weiteren einen Balkantanz, ein irisches Trinklied, Weihnachtslieder und die Stile der amerikanischen Musikkomödie und des Jazz.

## Werkgeschichte
Philippe Hersant komponierte seine Oper Les éclairs im Auftrag der Opéra-Comique Paris. Das Libretto verfasste Jean Echenoz auf Basis seines 2010 erschienenen Romans Des éclairs, einer fiktionalisierten Biografie von Nikola Tesla. Olivier Mantei, der Direktor der Opéra-Comique, gab Echenoz bereits 2016 den Auftrag zu diesem Libretto, dass er mit „absoluter Freiheit“ verfassen durfte. Der Komponist stand zu dieser Zeit noch nicht fest, obwohl Mantei bereits damals eine Zusammenarbeit mit Hersant ins Auge fasste. Anfang 2019 erhielt Hersant den ersten Entwurf des Librettos, und im weiteren Verlauf des Jahres machte er sich gemeinsam mit dem Librettisten damit vertraut. Die eigentliche Komposition entstand 2020 im abgeschiedenen Atelier des Komponisten auf dem Montmartre. In einem Interview erklärte Hersant, dass ihn am Libretto vor allem der schnelle „Rhythmus“ ansprach, der sich deutlich von der eher langsamen Texten seiner vorangegangenen Opern unterschied. Hier gebe es kurze und abwechslungsreiche Szenen, die einander mit hoher Geschwindigkeit folgten. Zuerst beabsichtigte Echenoz, einige Abschnitte des Romans unverändert zu übernehmen, doch letztlich blieb kaum ein Satz der Vorlage erhalten. Den Namen „Tesla“ änderte Echenoz in „Gregor“, da es sich um eine fiktionale Biografie handelte und Namen, die mit dem Vokal „a“ enden, klanglich problematisch seien. Nach der Übergabe des Librettos schlug Hersant einige wenige Kürzungen und Anpassungen vor, mit denen Echenoz einverstanden war.
Die Uraufführung fand am 2. November 2021 als Koproduktion mit der Griechischen Nationaloper in der Salle Favart der Opéra-Comique statt. Dieses Haus war 1898 das erste europäische Opernhaus, das vollständig mit elektrischem Licht ausgestattet wurde. Die Inszenierung stammte von Clément Hervieu-Léger, die Bühne von Aurélie Maestre, die Kostüme von Caroline de Vivaise und das Lichtdesign von Bertrand Couderc. Ariane Matiakh dirigierte das Orchestre Philharmonique de Radio France und das Ensemble Aedes (Chor). Es sangen Jean-Christophe Lanièce (Gregor), André Heyboer (Edison), Elsa Benoit (Betty), François Rougier (Norman), Marie-Andrée Bouchard-Lesieur (Ethel), Jérôme Boutillier (Parker), Alban Dufourt (Kapitän) und Mathieu Dubroca (Erster Offizier und Gerichtsmediziner).
Die Oper wurde vom Publikum mit Begeisterung aufgenommen. Die Kritiken hingegen fielen gemischt aus. Der Kritiker des Bayerischen Rundfunks fand die Geschichte „reichlich bieder und behäbig“. Die Musik beschrieb er als „oft minimalistisch inspiriert[], wenig abwechslungsreich[] […] mit langen Schmelz- und Schmerzensphrasen im Orchester, ziemlich konservativer Stimmbehandlung und nur wenigen prägnanten Akzenten“. Die Ausführenden hätten durchweg gut musiziert, doch der Abend sei „der revolutionären Figur Tesla“ nicht wirklich gerecht geworden. Ähnlich äußerten sich auch andere Rezensenten. Der Kritiker des Ioco beispielsweise beschrieb die Musik als „handwerklich gut“. Hersant habe wie üblich „Musikstile und Komponisten aus allen Epochen integriert“. Das Ergebnis sei „eine fließende Musiklinie mit einem wunderbaren Ergebnis für die Möglichkeiten der menschlichen Stimme“. Er vermisste jedoch „die Elektrizität und Hochspannung, den Enthusiasmus eines großen Erfinders und Humanisten“. Die Besetzung mit „jungen talentierten Sängern“ habe immerhin den „recht negativen Eindruck ein wenig vergessen lassen“.

## Aufnahmen
- 8. November 2021 – Ariane Matiakh (Dirigent), Clément Hervieu-Léger (Inszenierung), Aurélie Maestre (Bühne), Caroline de Vivaise (Kostüme), Bertrand Couderc (Licht), Orchestre Philharmonique de Radio France, Ensemble Aedes.
 Jean-Christophe Lanièce (Gregor), André Heyboer (Edison), Elsa Benoit (Betty), François Rougier (Norman), Marie-Andrée Bouchard-Lesieur (Ethel), Jérôme Boutillier (Parker), Alban Dufourt (Kapitän), Mathieu Dubroca (Erster Offizier und Gerichtsmediziner).
 Video; live aus der Opéra-Comique in Paris; Mitschnitt der Uraufführungsproduktion.
 Videostream bei Operavision.[9]